# Солдатов, Владимир Константинович
Влади́мир Константи́нович Солда́тов (3 (15) июля 1875, Верхоленск, Российская империя — 31 января 1941, Москва, СССР) — российский и советский ихтиолог и зоолог, доктор биологических наук, профессор кафедры ихтиологии в Калининградском государственном техническом университете.

## Биография
Родился 15 июля 1875 года в Верхоленске Иркутской губернии, в семье учителей. В раннем возрасте с родителями переехал в Иркутск, где прошли его детство и юность. В 1886—1896 годах учился в Иркутской губернской гимназии. После окончания гимназии уехал в столицу, где поступил на физико-математический факультет Петербургского университета. Один из участников Мурманской научно-промысловой экспедиции 1899—1906 годов (руководил ею профессор Н. М. Книпович). Изучал биологию и ловлю сёмги и лосося на тонях русских рыбаков и саамов в Кольском заливе и реках, впадающих в Баренцево море. В 1906 году окончил университет. В 1907 году направлен Департаментом сельского хозяйства на Дальний Восток для изучения рыбных ресурсов. Организовал дальневосточную экспедицию, которая с 1907 по 1913 год проводила круглогодичные исследования биологии основных промысловых рыб (прежде всего лосося и осетра) в бассейне реки Амур, материалы, полученные в ходе экспедиции, легли в основу монографий «Исследования по биологии амурского лосося» (1912 г.) и «Исследования по амурскому осетру» (1915 г.). В 1909 году по инициативе Солдатова на мысе Большой Чиль, в бассейне Амура и на всём Дальнем Востоке был построен первый рыбоводный завод искусственного разведения лосося. Пребывая на Дальнем Востоке, Солдатов собрал множество материалов по гидрологии и гидробиологии и рыбе в западной части Охотского моря, Сахалинском заливе, Татарском проливе и заливе Петра Великого. Солдатов изучил и описал много новых видов и родов рыб Дальнего Востока. В. К. Солдатов — участник Северной научной экспедиции 1920—1925 годов. В 1919—1930 годах занимал должность профессора, преподавал на рыбохозяйственном факультете Московской сельскохозяйственной академии имени К. А. Тимирязева, а после реорганизации до 1941 года — профессор Московского технического института рыболовства и сельского хозяйства (ныне Калининградский государственный технический университет). Репрессирован в 1937 году.
В. К. Солдатов скончался 31 января 1941 года в Москве, похоронен на Новодевичьем кладбище (2 участок, 33 ряд). Рядом похоронены его жена Елена Петровна Солдатова (1882—1948) и его брат Леонид Константинович Солдатов (1888—1963).

## Научная деятельность
Автор ряда учебников по ихтиологии; «Рыба и рыболовство» (1928 г.), «Коммерческая ихтиология» (1934—1938 гг.), «Общая ихтиология» (1934 г.) и «Рыба рыболовных регионов России, СССР» (1938 г.). Его учебник «Коммерческая ихтиология» служил справочником для многих поколений студентов-ихтиологов.

## Память
В честь В. К. Солдатова были названы следующие виды животных: Silurus soldatovi, Gobio soldatovi, Chilogobio soldatovi, Lycodes soldatovi, Eumicrotremus soldatovi, Bothrocara soldatovi, Aplidium soldatovi, Hydatophylax soldatovi, Xysticus soldatovi.

## Основные работы
статьи
- Солдатов В. К. Железнодорожные посёлки по Забайкальской линии (Железнодорожные посёлки по Забайкальской линии): статистическое описание и материалы по переписи 1910 года. / В. К. Солдатов. // В. К. Солдатов  / с предисл. под ред. Д. М. Головачева — Санкт-Петербург. — СПб.: Тип. АО «Слово», 1912. — Т. 5, ч. 1б, вып. 2, № 2. — С. 985—2059.

- Солдатов В. К. Разведение лососевых пород в Японии (Разведение лососевых в Японии): Отчёт по командировке в Японию в 1911 год. — Санкт-Петербург. // тип. В. Ф. Киршбаума  / с предисл. под ред. Д. М. Головачева — Санкт-Петербург. — СПб., 1912. — Т. 1, вып. 3, № 2, IV. — С. 95.
- Солдатов В. К. Обзор исследований, произведенных на Амуре в 1909—1913 годах; Исследования осетровых Амура (Обзор исследований, проведённых на реке Амур в 1909—1913 годов; Исследования амурского осетра. / В. К. Солдатов. — Петроград // тип. В. Ф. Киршбаума (отд-ние)  / с предисл. под ред. Д. М. Головачева — Санкт-Петербург. — Париж, 1915. — Т. 3, вып. 1—2, № 2, IV. — С. 415.
- Солдатов В. К. Материалы по ихтиофауне Карского и восточной части Баренцева море по сборам экспедиции Института в 1921 году: С прил. список рыб, собранных в Карском море в 1921 году зоологом И. А. Стрельниковым (Материалы по ихтиофауне Карской и восточной частей Баренцева моря из собраний экспедиции института 1921 г .: С приложением «Списка рыб, пойманных в Карском море в 1921 г. зоологом И. А. Стрельниковым»). // В. К. Солдатов  / с предисл. под ред. Д. М. Головачева — Санкт-Петербург. — Саратов: Б. и.,, 1923. — Т. 1, вып. 3. — С. 80.
- Солдатов В. К. Рыбы р. Печоры (Рыбы Печоры): (Материалы ихтиол. Исслед., Произвед. При участии проф. С. А. Зернова и студентов Отд. Рыбов. П. с.-х. акад.: М. С. Зернова, И). // В. К. Солдатов. — М.: Пг.: Тип. «Красный агитатор», 1924. — Вып. 3, № 6. — С. 74.
- Солдатов В. К. Рыбы и рыбный промысел: курс частной ихтиологии.. — М.—Л.: Государственное издательство, 1928.
- Солдатов В. К. Обзор рыб дальневосточных морей / Проф. В. К. Солдатов, проф. Г. У. Линдберг. — Владивосток: Типо-лит им. т. Волина. // В. К. Солдатов  / Под ред. Проф. А. Н. Державина. — М., 1930. — Т. 5. — С. 576—16.
- Солдатов В. К. Промысловая ихтиология (Коммерческая ихтиология): Допущен Наркомснабом СССР в качестве учеб. пособия для втузов Проф. В. К. Солдатов. — Москва: Ленинград: Снабтехиздат. // В. К. Солдатов. — М.: М.: ф-ка книги «Кр. Пролетарий» и тип. Профиздата, 1934—1938. — Т. 2.

издания на английском языке
- Soldatov V. K. On the new genus Cyclopteropsis (Pisces Cyclopteridae) from the Okhotsk sea / V. Soldatov and A. Popov. // V. K. Soldatov. — London, 1929.
- Soldatov V. K. On a new genus and species of the family Zoarcidae (Pisces) from the Okhotsk sea / By V. Soldatov and G. Lindberg. // V. K. Soldatov. — London, 1929.